# Salliaruseq
Salliaruseq (o Sagdliaruseq, danese Storøen) è un'isola disabitata della Groenlandia di 130 km². Si trova nel fiordo di Uummannaq; appartiene al comune di Avannaata.